# 矢内井玲奈
矢内井 玲奈（やない れいな、1999年6月4日 - ）は、日本のタレント、歌手、ミュージカル女優である。滋賀県出身。

## 来歴
小学生の頃、幼なじみが主演を務める舞台『アニー』を観劇したことでミュージカルの世界を志す。
その後レッスンを重ね2010年に地元・滋賀県の滋賀県立芸術劇場 びわ湖ホール大ホールで舞台デビュー、翌年の2011年には劇団四季『サウンド・オブ・ミュージック』大阪公演にルイーザ役として約9か月間のロングラン出演を果たした。
フジテレビドラマ『昼顔-平日午後3時の恋人たち-』レギュラーや、関西コレクション2017A/Wなどのファッションショーにも多数出演するなどジャンルを問わず幅広い分野で活動中。ミス・ユニバース京都大会などの様々なミス・コンテストや歌唱コンクールでの入賞実績がある。
2019年6月、全国オーディションを経て吉本新喜劇に金の卵11個目メンバーとして入団する。同年10月2日のお披露目ライブにて新喜劇デビュー、10月22日にはなんばグランド花月の本公演に初出演を果たした。その後もなんばグランド花月や祇園花月など年間約100ステージに出演。
2020年12月に上演された小籔千豊座長週『歌姫がライブハウスを救う!!』では座長と対になる歌姫役を演じ、初めてMBS放送回にて主役を演じる。この演目中でアカペラ歌唱したホイットニー・ヒューストン『I Will Always Love You』の歌唱力が注目され、在団中は“新喜劇の歌姫”と呼ばれた。2021年5月放送の日本テレビ『ウチのガヤがすみません!』で全国ネットのバラエティ番組デビュー。テレビ東京『ポケモンの家あつまる?』テレビ東京『THEカラオケ★バトル』TBS系列『教えてもらう前と後』など2021年に入ってからは歌唱での番組出演が増加した。
2021年12月末日をもって約2年半在籍した吉本新喜劇を円満退団。2022年4月より活動拠点を東京へ移す。

## 人物
幼少期の夢は科学者になることで「若返りの薬を作って母にプレゼントしノーベル賞を受賞する」のが目標だった。影響を受けたアニメは『ふたりはプリキュア』『ポケットモンスター』。
子役として出演した劇団四季『サウンド・オブ・ミュージック』公演最終日に「もう一度この舞台に帰ってきたい」と強く思ったことが芸能の道への歩みを決定づけた。
夢は「滋賀県を代表するスターになり西川貴教さんと共演すること」。
憧れの人物は西川貴教、miwa、濱田めぐみ、トレンディエンジェル斎藤司ほか。
高校卒業後、劇団四季の一般オーディションに挑戦するも最終審査で2度落選してしまった経験がある。その後、吉本新喜劇の募集告知が放送されているのを偶然見かけ母と祖母に勧められる形で興味を持った。2次審査の一芸披露では周囲が一発ギャグやコメディの一人芝居を披露する中、鞄の中にあったヘアブラシを手に持ちミュージカル『リトル・マーメイド』の楽曲を歌ったところ合格した。
『NHKのど自慢』に出場した際にシンガーソングライターmiwaのファンであることを公言、ゲスト出演していた本人の前で「ヒカリヘ」を歌唱し合格した。目標として「プロの歌手としてmiwaと共演すること」「のど自慢のゲスト席に座ること」を掲げている。
2022年4月11日公開のユニ・チャーム社WebCM『ソフィ オーガニック100％ はだおもいSONG篇』にてCMソングを初歌唱。

## 出演

### テレビ

#### 吉本新喜劇 入団前
- 『WeCan☆47』 (BSフジ) - 滋賀県リポーター
- 『昼顔〜平日午後3時の恋人たち〜』 (フジテレビ) - 3年D組生徒
- 『若者たち2014』(フジテレビ)
- 『幸せ!ボンビーガールスペシャル』(日本テレビ)再現VTR
- 『れいなのイオンモール草津リポート』 (びわ湖放送) - リポーター
- 『EYEこうかNOW』(あいコムこうか) - リポーター

#### 吉本新喜劇 在団時
- 『よしもと新喜劇』(毎日放送) - 複数回出演
- 『痛快!明石家電視台』 (毎日放送) - 複数回出演
- 『よしもと新喜劇NEXT～小籔千豊には怒られたくない～』(毎日放送) - 複数回出演
- 『ウチのガヤがすみません!』(日本テレビ) - 条件付きカラオケ企画
- 『ポケモンの家あつまる?』 (テレビ東京) - ポケモンひとりミュージカル披露
- 『教えてもらう前と後』(MBS/TBS系列)音楽業界のプロが選ぶ!歌が上手い女性芸人 - 第4位
- 『THEカラオケ★バトル』(テレビ東京)芸能人!異種格闘技戦 - 決勝進出
- 『THEカラオケ★バトル』 (テレビ東京) 100点チャレンジ - K★B選抜として出演

#### 吉本新喜劇 退団後
- 『ヒロミ・指原の恋のお世話はじめました』 (テレビ朝日・ABEMA)
- 『NHKのど自慢』(NHK総合) - 「ヒカリヘ」を歌唱し合格
- 『歌姫ファイトクラブ‼︎-心技体でSINGして!-』(日本テレビ・Hulu) - 1457人から42人の歌姫候補に選ばれる。2ndステージ進出

### 舞台
- イマジンミュージカル『小公女セーラ』 - アンサンブル
- 劇団ウエスト『ピーター・パン』 - ウェンディ 役
- 劇団四季『サウンド・オブ・ミュージック』大阪公演 - 次女ルイーザ 役
- 滋賀県立芸術劇場 びわ湖ホール 人材育成公演『オズの魔法使い』 - 主演ドロシー 役
- なんばグランド花月、祇園花月ほか『よしもと新喜劇』 - 年間約100ステージ出演

〜劇中歌唱回〜
『よしもと新喜劇お正月スペシャル-花月教会と迷える子ネズミ!?-』 - 花月教会シスター役 (合唱参加)
『よしもと新喜劇-歌姫がライブハウスを救う!!-』 - 歌姫役 (劇中ソロ歌唱有)
吉本新喜劇 退団後
- MZES TOKYO『矢内井玲奈バースデートーク＆ライブ』 - 初のワンマンライブ
- ミュージカル座『ブロードウェイ殺人事件』　-　パール(コーラスガール)役

### コンテスト
- 第32代ミス女忍者コンテスト - グランプリ
- ミス・ユニバース・ジャパン京都大会 - ファイナリスト&ベスト8
- ミス・スプラナショナル・ジャパン - 滋賀代表
- 第10期天神祭うちわ娘 (テレビ大阪)
- ミス・コスモポリタン・ジャパン - 歌唱披露によりタレント賞受賞
- 第8代目もりやま卑弥呼コンテスト - グランプリ
- 金シャチ横丁『宗春奇想時代行列』花魁ミス春日野コンテスト - 初代グランプリ
- 第2回TOKYO全国ミュージカル歌唱コンクール - 第3位
- 吉本芸人ひとりカラオケ選手権 - 106組中総合2位、審査員得点1位

### 楽曲
- 「あの日の風」（ペンギンレーベル、2022年6月4日配信リリース） - 初のオリジナル楽曲

### その他
- FM AICHI(@FM)『Yougott@POWER』リサーチ部メンバー
- 関西コレクション2017A/W
- 平安神宮 着物ショー
- スポーツ庁推進『Sport in Life』プロジェクト動画
- 2020年東京オリンピック聖火リレー 聖火ランナー
- 滋賀県湖南市制作 いきいき百歳体操DVDナレーション
- ユニ・チャームWebCM『ソフィ オーガニック100％ はだおもいSONG篇』-初のCMソング歌唱
- 渋谷クロスFM『アーティスト応援部』ゲスト出演
- エフエム滋賀『平和堂マイ・デイリー・ライフ』ゲスト出演